# Supercopa de los Países Bajos 2018
La Supercopa de los Países Bajos 2018 (Johan Cruijff Schaal 2018 en neerlandés) fue la 29.ª edición de la Supercopa de los Países Bajos. El partido se jugó el 4 de agosto de 2018 en el Philips Stadion entre el PSV Eindhoven, como campeón de la Eredivisie 2017-18 y el Feyenoord Róterdam, campeón de la KNVB Beker 2017-18. El partido concluyó 0 a 0 en los 90 minutos reglamentarios. Luego el partido concluyó con victoria para el Feyenoord por 6-5 en la tanda de penales.
Por primera vez la Supercopa se jugó en el estadio del PSV, el Philips Stadion.
| PSV Eindhoven      | Campeón de la Eredivisie 2017-18               |
| Feyenoord Róterdam | Campeón de la Copa de los Países Bajos 2017-18 |

## Partido
| 4 de agosto de 2018, 18:00 hs. | PSV Eindhoven                                                                        | 0:0 (5:6 p.)               | Feyenoord Róterdam                                                                    | Philips Stadion, Eindhoven,                                  |                                                              |
|                                |                                                                                      | Reporte                    |                                                                                       | Asistencia: 35.000 espectadores Árbitro(s): Serdar Gözübüyük | Asistencia: 35.000 espectadores Árbitro(s): Serdar Gözübüyük |
|                                |                                                                                      | Tiros desde el punto penal |                                                                                       |                                                              |                                                              |
|                                | - Pereiro - Hendrix - Schwaab - De Jong - Lozano - Mauro Júnior - Angeliño - Rosario |                            | - Van der Heijden - Berghuis - Vente - Larsson - Vilhena - Verdonk - Amrabat - Clasie |                                                              |                                                              |

Campeón

Feyenoord Róterdam
4.º título